# スズキ・アルト800
アルト 800（ALTO 800）は、かつてマルチ・スズキ・インディアが製造・販売していたハッチバック型乗用車である。2代目は、途中から車名が、アルト（ALTO）に変更された。

## 2代目（2012年 - 2022年）
マルチ・スズキ・インディアで製造・開発され、フィリピン、ラテンアメリカ諸国など新興国向けに輸出されている。

2012年10月16日、マルチ・スズキ・インディアはアルト800を発表した。コードネームYE3として開発されたこの車種は、2000年9月から販売されているマルチ・アルトの後継車種であり、2014年1月18日にマルチ・800が製造を終了した後はマルチ・スズキのエントリーモデルともなっている。エンジンはCNG専用に開発されたF8D型を搭載する。製造はグルガーオン工場にて行われた。

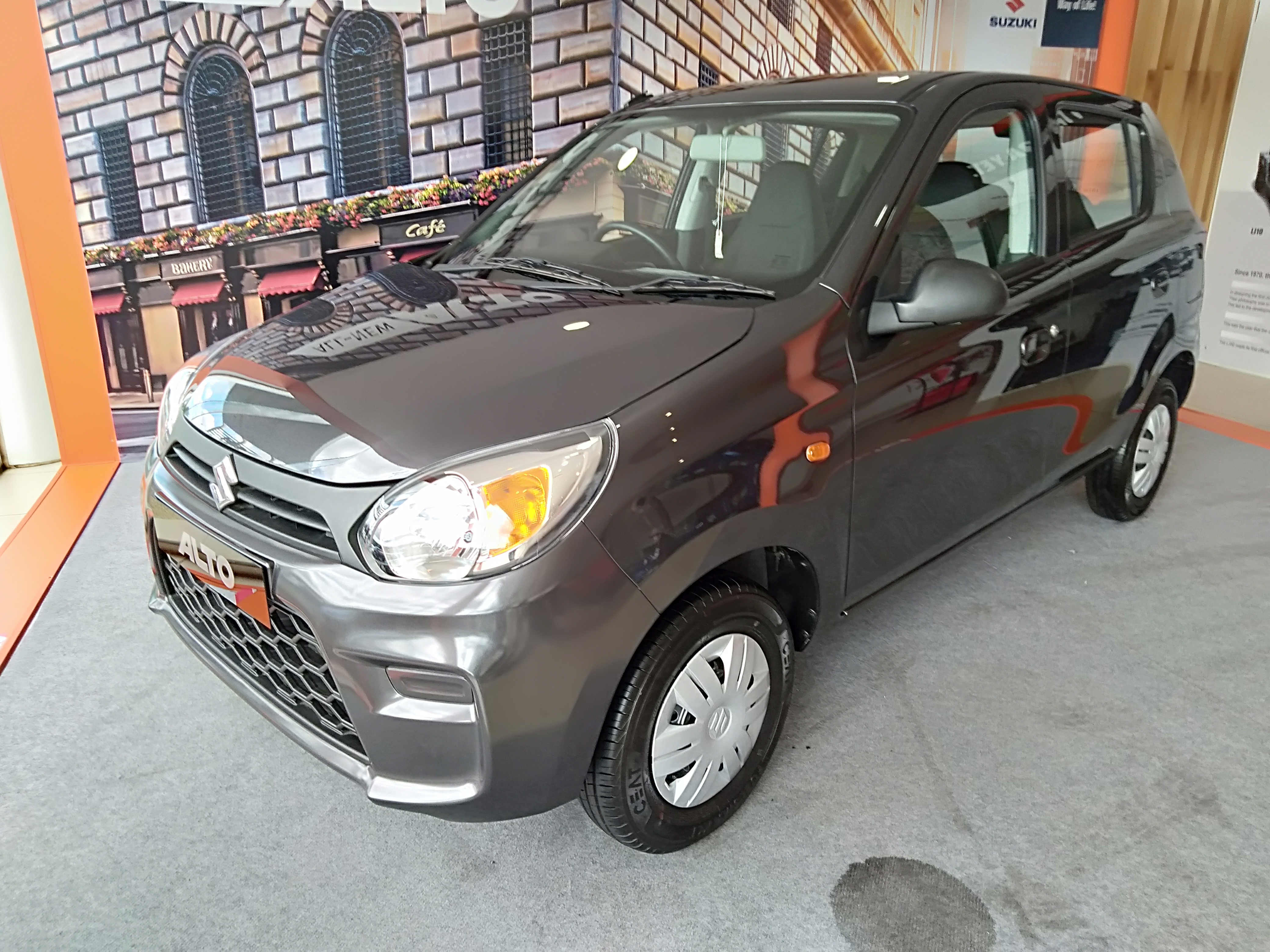
後期型（フロント）
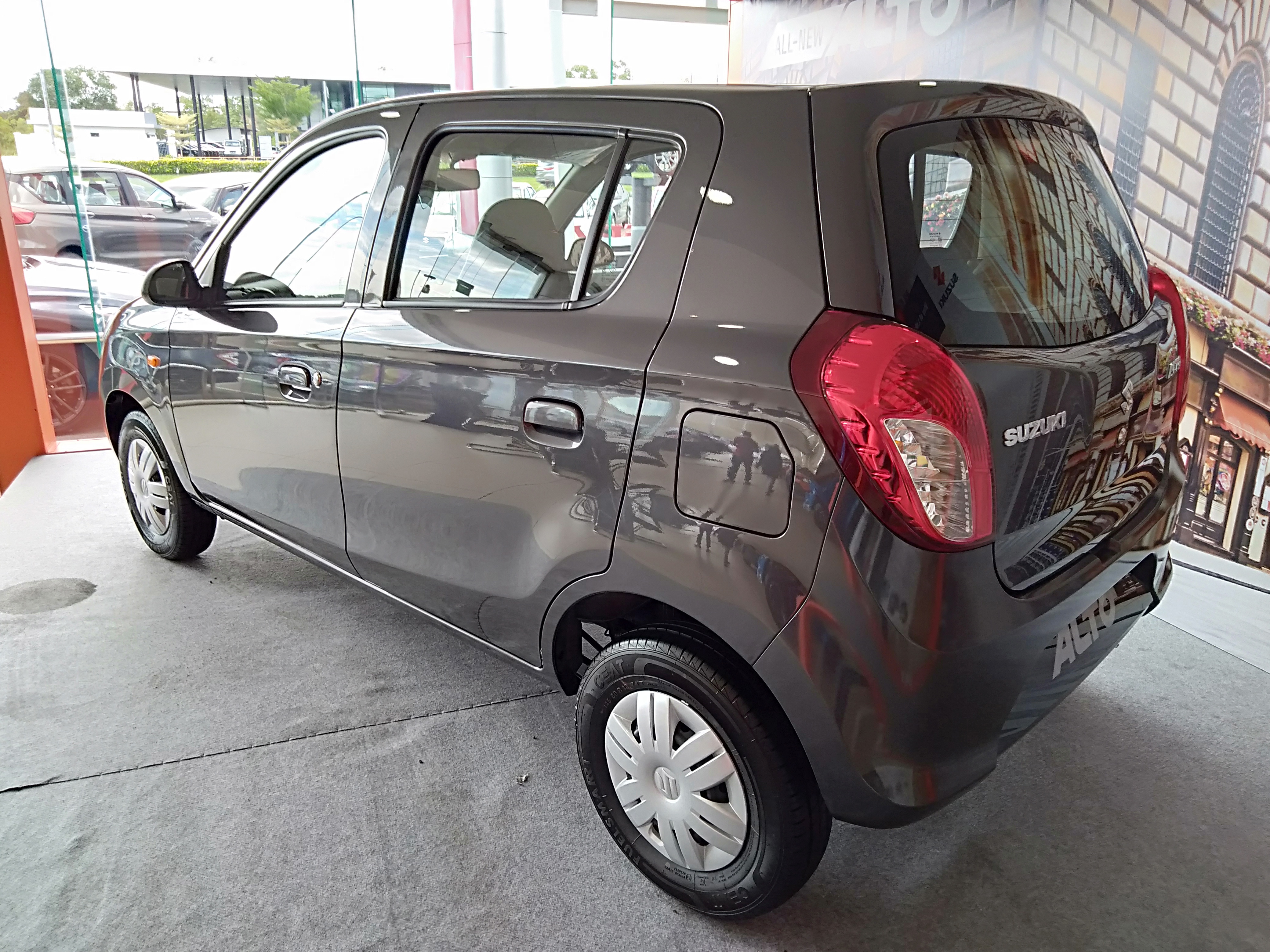
後期型（リア）
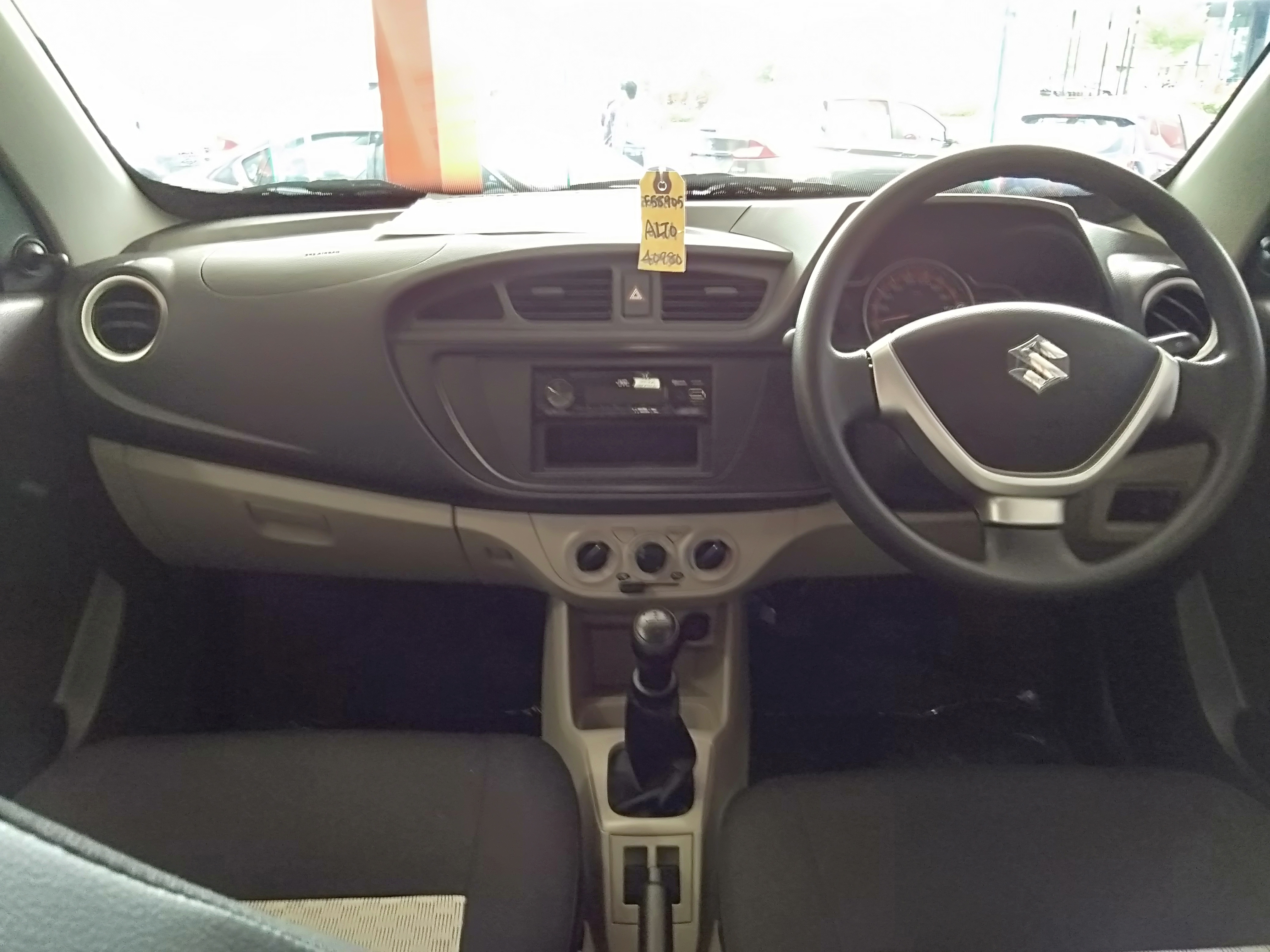
後期型（インテリア）